# Aïn Taghrout
Ain Taghrout là một đô thị thuộc tỉnh Bordj Bou Arréridj, Algérie. Dân số thời điểm năm 2002 là 11.103 người.